# Ik, Zeeuws meisje
Ik, Zeeuws meisje is een hoorspel van Marjolein Bierens. De Humanistische omroep zond het uit op dinsdag 25 september 2001. De muziek en het geluidsontwerp waren van Jeroen Kuitenbrouwer, de accordeon werd bespeeld door Jean-Pierre Guiran. Van Guiran is ook Oudekerksplein (Mango), een van de gespeelde composities. De regisseur was Marlies Cordia. De uitzending duurde 41 minuten.

## Rolbezetting
- Ricky Koole

## Inhoud
Een monoloog, een radiodrama over het land waar het leven goed is en de boter romiger dan elders. Holland. "De Maria Magdalena van de zuivelvoorziening" verzorgt na de dood van haar moeder de hele familie. Verzorgen betekent: werken op de boerderij, wassen, schoonmaken en koken. Maar als de cirkelgang van de dag in die van de nacht overgaat, zoeken de mannen bij het meisje hun vermaak, hoeveel rokken en onderrokken ze ook boven elkaar draagt. Schijnbaar laat ze alles gelaten gebeuren, maar plots weert ze zich en straft al die mensen, de neven, de buren, de vader. Dan verlaat ze huis en hof om in de grote stad haar geluk te zoeken. De mensen lijken vriendelijker, aardiger. Maar uiteindelijk is het leven in de uitstalkast met rode lichtjes ook niet helemaal het werkelijke geluk. Dus grijpt ze weer, zoals destijds, toen de boerderij in Zeeland afbrandde, bijna mechanisch naar de lucifers…